# Pseudoeurycea tlilicxitl
Espèce
Statut de conservation UICN

 EN  : En danger
Pseudoeurycea tlilicxitl est une espèce d'urodèles de la famille des Plethodontidae.

## Répartition
Cette espèce est endémique du Mexique. Elle se rencontre de 2 700 à 3 500 m d'altitude aux environs du parc national Lagunas de Zempoala entre les États du Morelos et de Mexico et le District fédéral.

## Publication originale
- Lara-Góngora, 2003 : A new cryptic species of Pseudoeurycea (Amphibia: Caudata: Plethodontidae) of the leprosa group from central Mexico. Bulletin of the Maryland Herpetological Society, vol. 39, no 3, p. 21-52.